# Cophogryllus maculatus
Cophogryllus maculatus är en insektsart som beskrevs av Lucien Chopard 1955. Cophogryllus maculatus ingår i släktet Cophogryllus och familjen syrsor. Inga underarter finns listade i Catalogue of Life.